# Возоулин, Лаврентий Семёнович
Лаврентий Семёнович Возоулин (также имя встречается в форме: Лаврентий Семёнов, где Семёнов — усечённая форма отчества; дата рождения неизвестна, Ярославль (?) — 1631 года, Нижний Новгород) — русский зодчий (архитектор) первой половины XVII века.

## Биография
Дата и место рождения неизвестны. Вероятно, родственник ярославского мастера Фёдора Возоулина, в 1624—26 годах руководившего строительными работами в Можайском кремле (менее вероятно, что является тем же лицом, принявшим монашество с именем Лаврентий).
Весной 1628 года приехал в Нижний Новгород, чтобы руководить, по царскому указу, перестройкой за казённый счёт ключевых храмов города — в благодарность за участие нижегородцев в возведении династии Романовых на престол. Под руководством Возоулина был восстановлен Михайло-Архангельский собор в Нижегородском кремле. Собор был перестроен всего за четыре года в традициях шатрового зодчества (по другим данным, выстроен вновь практически с нуля). Уже в конце 1629 года он был в основном готов в архитектурном отношении, о чём было отправлено донесение в Москву, а следующие два года ушли в основном на отделку.
В источниках встречается информация, что в те же годы в Нижегородском кремле шла перестройка и кафедрального Спасо-Преображенского собора, которой также руководил Лаврентий Возоулин. В Преображенском соборе строительные работы были в основном окончены в 1632 году, однако работы по росписи интерьеров продолжались ещё полных 20 лет.
Вероятно, уже при нём начались первые строительные работы в Печёрском Вознесенском монастыре, который был перенесён на новое место после оползня 1597 году.
Однако, Лаврентий Возоулин не дожил до завершения всех этих работ. В 1631 году он скончался и был похоронен в нижегородском Печерском Вознесенском монастыре. В дальнейшем руководил его пасынок, Антипа Константинович Возоулин (Антип Константинов), который в документах именовался «государев подмастерье каменных дел».

## Галерея

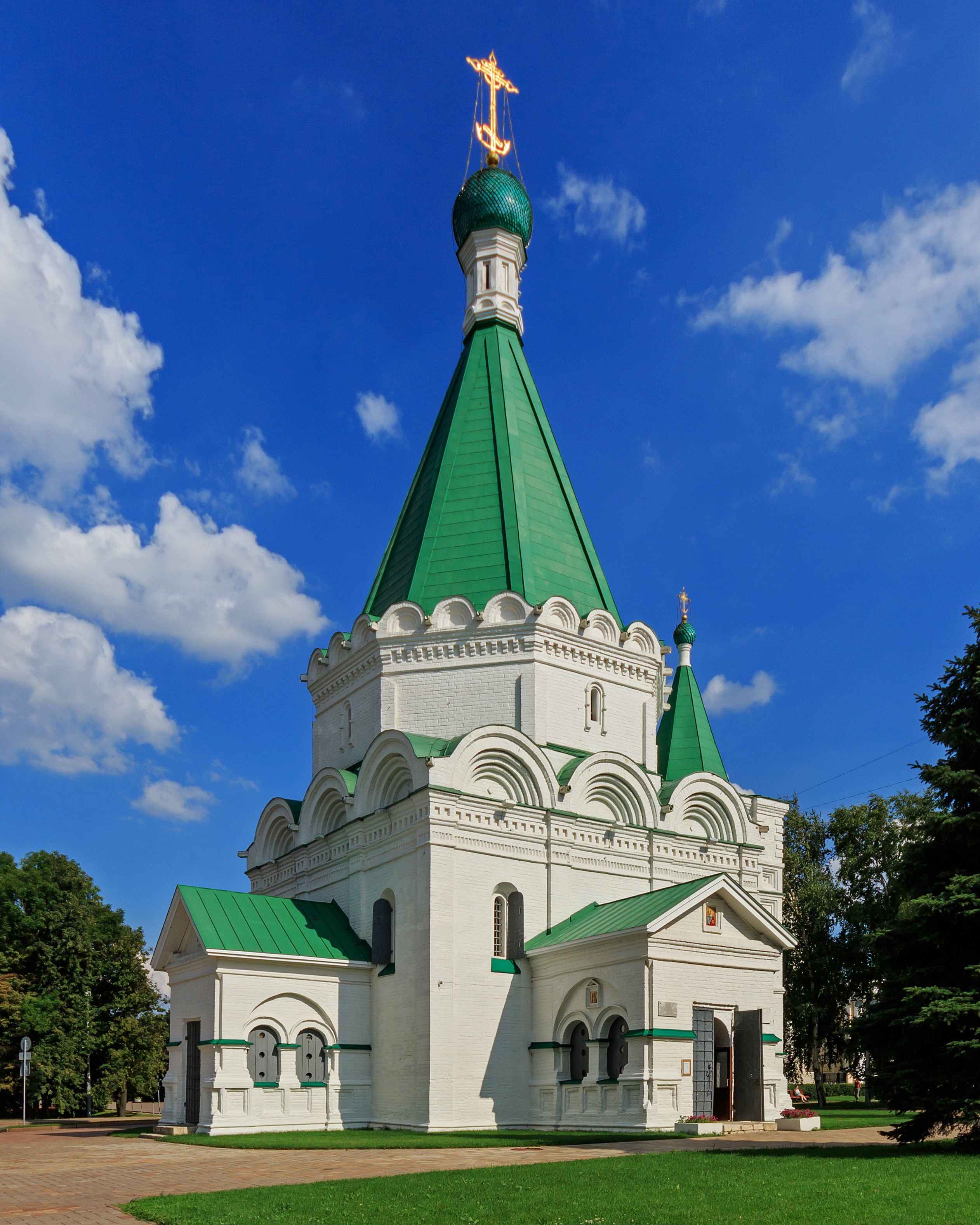
Михайло-Архангельский собор (Нижний Новгород) (современная фотография)
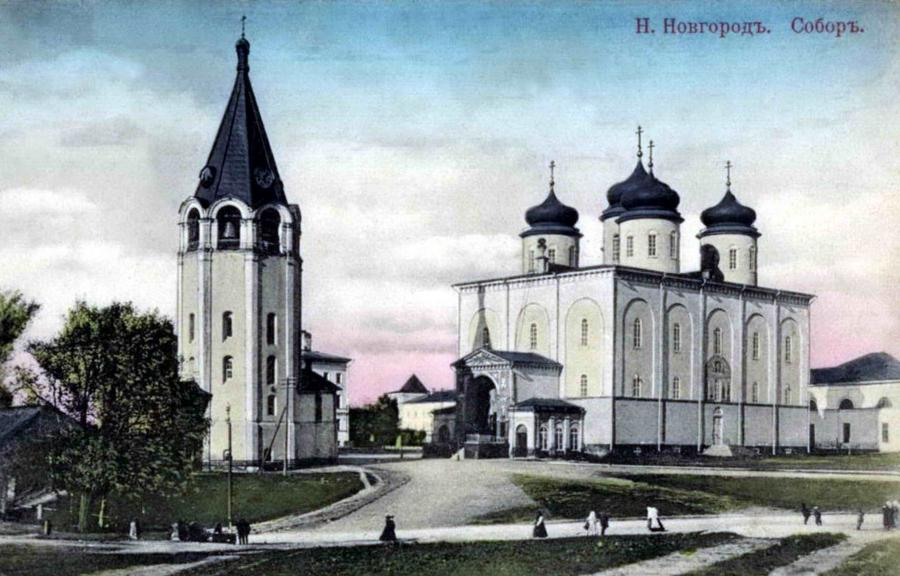
Спасо-Преображенский собор (Нижегородский кремль) (старинная фотография; утрачен)
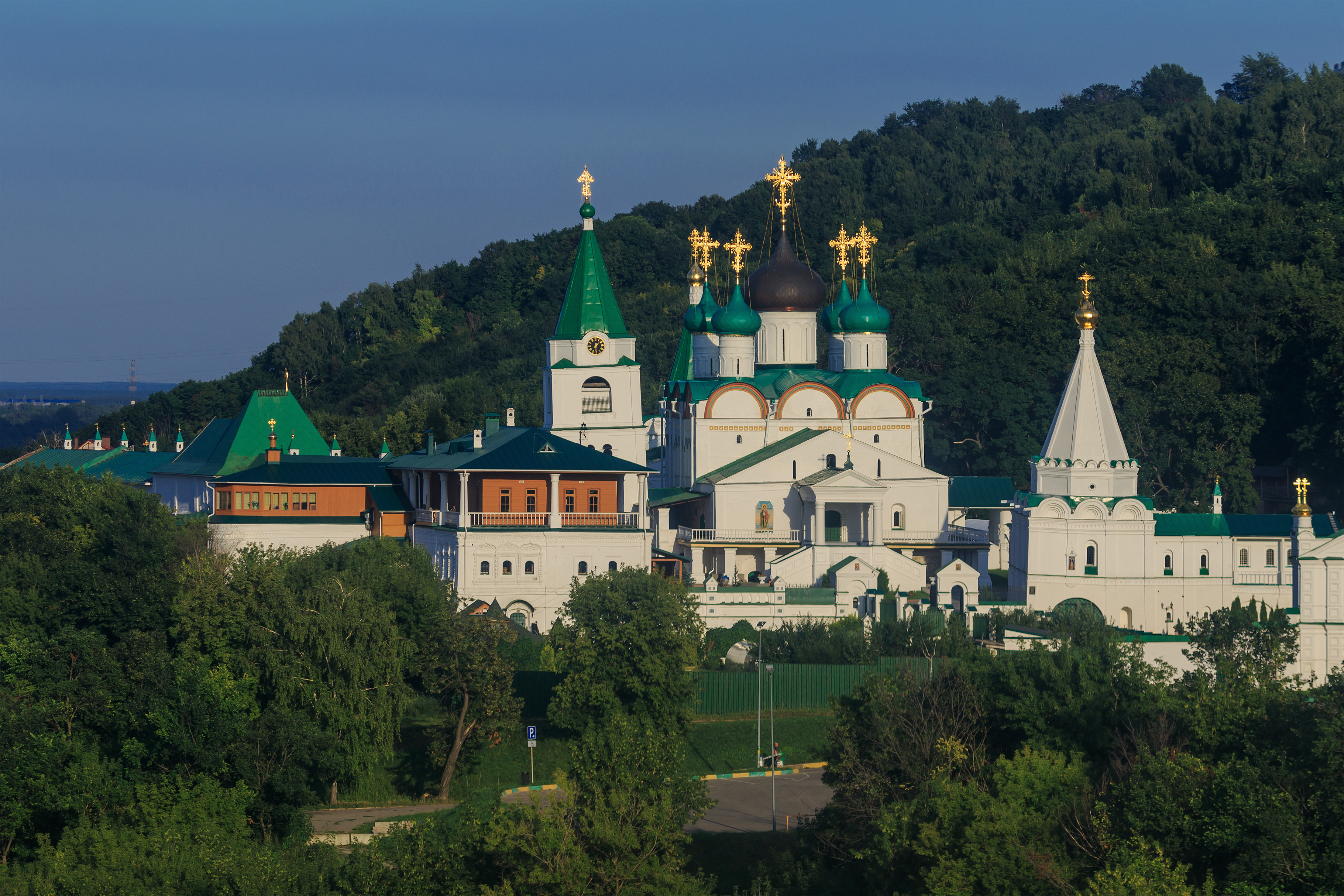
Печерский Вознесенский монастырь (современная фотография)